# Fegyverhatás
Az agresszív viselkedés valószínűségét növeli, ha a fegyverek látványa erőszakos gondolatokat juttat eszünkbe -  fogalmazta meg a fegyverhatás fogalmát Berkowitz és LePage 1967-ben. A legtöbb ember számára az erőszakos tárgyak – úgymint a lőfegyverek, a kések, de akárcsak egy összeszorított ököl – a felületes feldolgozás során az erőszak gondolatához asszociálódnak, és így agresszív gondolatokat váltanak ki. A hatás akkor a legerősebb, amikor az emberek eleve izgatottak vagy dühösek, de a fegyverek és más utalások az erőszakra még akkor is képesek növelni az agressziót, amikor az emberek nyugodtak.

## Kutatások, kísérletek a témában
A fegyverhatás egyik nem laboratóriumi vizsgálata során Charles Turner és munkatársai egy egyetemi mulatság során felállítottak egy pavilont, ahol arra biztatták a résztvevőket, hogy szivaccsal dobálják egymást. A vizsgálata eredménye az volt, hogy a beinvitált járókelők több szivacsot dobtak, ha közben láttak egy puskát, mint akkor, ha a puska nem volt a látóterükben.
A fegyvereket a legtöbb ember az erőszakos viselkedéshez társítja, azonban a személyes értelmezések még az eredetileg semleges jeleket, ingereket is agresszívvé alakíthatja. Leyens és Fraczek vizsgálata során egy korábban semleges színt sikerült hatékony agressziót kiváltó jelzéssé kódolniuk. Egy férfiakból álló csoportnak a sárga színt többször megismételve cigarettákkal társították - számukra ez pozitív jel volt, mert mindannyian dohányosok voltak. Egy másik csoport számára ugyanezt a színt áramütésekkel társították. Később azt kérték a vizsgálati személyektől, hogy a sárga vagy egy másik szín jelenlétében büntessenek meg valakit. Azok, akiknek korábban a fájdalmas áramütésekkel társították a sárga színt, agresszívabbak voltak a szín jelenlétében, mint azok, akiknek pozitív gondolatok jutottak eszükbe róla.

## Amikor a fegyverhatás nem működik
A fegyverhatás nem lép életbe, hogy ha az egyébként agressziót előidéző jelzések (pl.: fegyverek) félelmet, szorongást vagy undort váltanak ki. Ilyen esetekben a jelzések csökkenthetik is az agressziót.

## Vita a fegyverviselés jogáról
Az amerikai Nemzeti Fegyverszövetség (National Rifle Association), amely ellenzi a fegyverviselési jog bármilyen korlátozását, úgy érvel, hogy nem a fegyverek ölnek, hanem az emberek. A kutatási eredmények azonban nem erre utalnak. Leonard Berkowitz szerint "Az ujj húzza meg a ravaszt, de a ravasz is meghúzhatja az ujjat".